# Frenship
FRENSHIP sono un duo di musica elettronica statunitense, composto da James Sunderland e da Brett Hite. Sono noti per il singolo, Capsize.
Sunderland e Hite si sono incontrati al lavoro in un negozio di fitness Lululemon, si appassionarono di musica e questo ha portato loro alla creazione del duo.

## Discografia

### EP
- 2016 – Truce

### Singoli
- 2013 – Kids
- 2014 – Morrison
- 2015 – Knives
- 2015 – Nowhere
- 2016 – Capsize (feat Emily Warren)
- 2017 – 1000 Nights
- 2018 – LOVE Somebody